# یواس‌اس ونچر (ام‌اس‌او-۴۹۶)
یواس‌اس ونچر (ام‌اس‌او-۴۹۶) (به انگلیسی: USS Venture (MSO-496)) یک کشتی بود که طول آن ۱۷۲ فوت (۵۲ متر) بود. این کشتی در سال ۱۹۵۶ ساخته شد.